# Маккавейський Микола Корнілійович
Макавейський, Микола Корнілійович (1864—1919) — український педагог та релігійний письменник, писав російською мовою.
Вихованець Чернігівської семінарії та Київської духовної академії, де потім багато років працював на кафедрі педагогіки. Досліджував та викладав педагогічну теорію — класичну та сучасну його тим часам, рівно як історію християнства. Загинув за нез'ясованих обставин під час володарювання більшовиків у Києві. Його син — поет Володимир Маккавейський.

## Твори
- Археология страданий Господа нашего Иисуса Христа (маг. дисертація, перевидання — Київ, видавництво «Пролог», 2006)
- Религия и народность как основы воспитания — Київ, 1905
- К. Д. Ушинский и его педагогические идеи — Київ, 1896
- Педагогические воззрения графа Л. Н. Толстого
- Педагогика древних отцов и учителей церкви
- Пастірское богословие и педагогика — 1897